# تایرنت (رزیدنت ایول)
تایرنت (به انگلیسی: Tyrant)، نام‌کد مجموعه‌ای از شخصیت‌های رئیس (یا غول آخر) در سری بازی‌های ویدیویی ترسناک رزیدنت ایول از کپ‌کام است که اولین بار در بازی رزیدنت ایول در سال ۱۹۹۶ معرفی شده‌است. تایرنت‌ها ابرسربازهایی بزرگ‌جثه و بیولوژیکی مهندسی شده هستند که توسط شرکت آمبرلا تولید و استفاده شدند.